# Tarso Marques
Pour les articles homonymes, voir Marques (homonymie).
Tarso Marques, né le 19 janvier 1976 à Curitiba, est un pilote automobile brésilien. Il a disputé 24 GP de Formule 1 chez Minardi entre 1996 et 2001. En 2007, il dispute le championnat de stock-car brésilien.

## Biographie
Tarso Marques débute en compétition automobile en pratiquant le karting dès l'âge de 12 ans. En 1992, il s'engage en Formule Opel où il décroche 4 succès. En 1993, il remporte une victoire en championnat sud-américain de Formule 3. Il peut alors tenter de s'engager dans la catégorie supérieure et en 1994, il devient pilote de F3000 chez Vortex-Reynard. Il demeure, encore aujourd'hui, le plus jeune pilote (18 ans) à y avoir inscrit un point. En 1995 il passe chez DAMS où il remporte un succès qui lui permet de décrocher la 5e place en championnat intercontinental.
La Scuderia Minardi l'engage en Formule 1 en 1996, pour disputer les deux Grands Prix en Amérique du Sud (Brésil et Argentine) à la place de Giancarlo Fisichella. Il ne termine aucune des deux courses. Il effectue également des essais pour Arrows en fin de saison. En 1997, il est troisième pilote chez Minardi avant d'être titularisé à partir du GP de France pour terminer la saison en remplacement de Jarno Trulli, avec pour meilleur résultat une 10e place en Grande-Bretagne.
Sans volant en 1998, il réoriente sa carrière automobile en 1999 en décrochant un contrat en CART dans l'écurie Penske Racing, en remplacement de Al Unser Jr., blessé. Il termine 27e du championnat avec 4 points et comme meilleur résultat, une 9e place lors de la manche brésilienne à Rio de Janeiro. En 2000, il dispute une partie de la saison pour l'équipe Dale Coyne Racing, terminant 7e lors de la manche de Fontana, se classant finalement 25e du championnat avec 11 points.
En 2001, il revient en F1 chez Minardi au côté de Fernando Alonso. Il obtient cette année-là son meilleur résultat en F1, avec deux 9e place au Brésil et au Canada, qui seront aussi les deux meilleurs résultats de l'équipe cette année-là. Cependant, ses performances pures sont nettement éloignées de celles de son jeune équipier, ne parvenant pas notamment à se qualifier en Grande-Bretagne dans les 107 % requis. À court de budget, il est remplacé par un autre pilote payant, Alex Yoong, à partir du GP d'Italie 2001.
Après trois ans sans volant, il retourne épisodiquement en Champ Car en 2004 (3 courses) et 2005 (1 course) chez Dale Coyne Racing.

## Résultats en championnat du monde de Formule 1
| Saison | Écurie              | Châssis | Moteur       | Pneus       | GP disputés | Points inscrits | Classement |
| ------ | ------------------- | ------- | ------------ | ----------- | ----------- | --------------- | ---------- |
| 1996   | Minardi F1 Team     | M195B   | Cosworth V8  | Goodyear    | 2           | 0               | n.c.       |
| 1997   | Minardi F1 Team     | M197    | Hart V8      | Bridgestone | 9           | 0               | n.c.       |
| 2001   | European Minardi F1 | PS01    | European V10 | Michelin    | 13          | 0               | n.c.       |

| 1996          | Minardi Team        | Minardi M195B | Ford V8      | AUS      | BRA Abd. | ARG Abd. | EUR      | SMR    | MON      | ESP      | CAN      | FRA      | GBR      | GER     | HUN      | BEL      | ITA      | POR      | JPN      |        | NC  | 0 |
| 1997          | Minardi Team        | Minardi M197  | Hart V8      | AUS      | BRA      | ARG      | SMR      | MON    | ESP      | CAN      | FRA Abd. | GBR 10   | GER Abd. | HUN 12  | BEL Abd. | ITA 14   | AUT Dsq. | LUX Abd. | JPN Abd. | EUR 15 | NC  | 0 |
| 2001          | European Minardi F1 | Minardi PS01  | European V10 | AUS Abd. | MAL 14   | BRA 9    | SMR Abd. | ESP 16 | AUT Abd. | MON Abd. | CAN 9    | EUR Abd. | FRA 15   | GBR Nq. | GER Abd. |          |          |          |          |        | 22e | 0 |
| 2001          | European Minardi F1 | Minardi PS01B | European V10 |          |          |          |          |        |          |          |          |          |          |         |          | HUN Abd. | BEL 13   | ITA      | USA      | JPN    | 22e | 0 |
| Légende : ici |                     |               |              |          |          |          |          |        |          |          |          |          |          |         |          |          |          |          |          |        |     |   |